# Riacho das Almas
Riacho das Almas é um município brasileiro do estado de Pernambuco, localizado à latitude 08°08'02" sul e à longitude 35°51'23" oeste, com altitude de 407 metros. Sua população em 2007 era estimada pelo IBGE em 18 245 habitantes, distribuídos em 313,98 km² de área.

## História
Como em muitas localidades do interior pernambucano, o início do povoamento do que viria a se tornar a sede do município foi devido à instalação de uma fazenda de gado no local entre 1875 e 1880 pelo coronel Joaquim Bezerra. Uma feira começou a se realizar em 1881 a cerca de dois quilômetros da fazenda, na localidade conhecida como Riacho de Fernandes, mas devido a desentendimentos entre a polícia de Limoeiro e organizadores da feira (a feira estava próxima ao limite entre os municípios de Limoeiro e Caruaru, mas no lado caruaruense), o coronel Joaquim Bezerra - então bastante homem influente -  fez com que a feira fosse no mesmo ano transferida para a sua fazenda no local conhecido como Riacho das Éguas, assim conhecido porque em tempos de seca, as éguas iam beber em um poço no riacho próximo. Nas proximidades desse local, um cemitério foi instalado entre 1887 e 1888.
A mudança do nome da localidade de Riacho das Éguas para Riacho das Almas foi ideia do padre José Ananias em1905, cuja alegação foi de que em virtude do cemitério estar à beira do riacho e o nome antigo remeter a animais, Riacho das Almas soaria mais bonito.
Originalmente, a localidade de Riacho das Almas era chamada de Trapiá, distrito criado pela lei municipal nº 149, de 21 de dezembro de 1919, subordinado ao município de Caruaru, e só posteriormente recebeu a denominação que mantém até hoje. Em 30 de dezembro de 1953, a lei estadual nº 1.819, elevou o distrito à condição de município, desmembrando-o de Caruaru.

## Geografia
Compõem o município cinco distritos: Riacho das Almas (sede), Couro d'Antas, Pinhões, Trapiá e Vitorino.

## Economia
De acordo com dados do IPEA do ano de 1996, o PIB era estimado em R$ 21,03 milhões, sendo que 45,3% correspondia às atividades baseadas na agricultura e na pecuária, 0,8% à indústria e 53,9% ao setor de serviços. O PIB per capita era de R$ 1.221,41.
O município de Riacho das Almas faz parte da Região de Desenvolvimento do Agreste Central, localizada na Mesorregião do Agreste Pernambucano. Com uma área de 10.117 km², a região abrange 10,22% do território estadual e é constituída por mais 25 municípios: Agrestina, Alagoinha, Altinho, Barra de Guabiraba, Belo Jardim, Bezerros, Bonito, Brejo da Madre de Deus, Cachoeirinha, Camocim de São Félix, Caruaru, Cupira, Gravatá, Ibirajuba, Jataúba, Lagoa dos Gatos, Panelas, Pesqueira, Poção, Sairé, Sanharó, São Bento do Una, São Caetano, São Joaquim do Monte e Tacaimbó.

### Produção agrícola
| Lavoura          | Quantidade produzida (ton.) | Valor da produção (R$ mil) | Área plantada (ha.) | Área colhida (ha.) | Rendimento médio (kg/ha.) |
| ---------------- | --------------------------- | -------------------------- | ------------------- | ------------------ | ------------------------- |
| Abacate          | 1                           | -                          | 2                   | 2                  | 500                       |
| Abacaxi          | 750 (mil frutos)            | 240                        | 250                 | 150                | 5.000 (frutos/ha.)        |
| Banana           | 40                          | 2                          | 20                  | 10                 | 4.000                     |
| Batata-doce      | 25                          | 11                         | 15                  | 15                 | 1.666                     |
| Castanha de caju | 28                          | 20                         | 160                 | 160                | 175                       |
| Coco-da-baía     | 14 (mil frutos)             | 5                          | 4                   | 4                  | 3.500 (frutos/ha.)        |
| Feijão (em grão) | 42                          | 38                         | 500                 | 500                | 84                        |
| Laranja          | 4                           | 1                          | 4                   | 4                  | 1.000                     |
| Mandioca         | 1.050                       | 89                         | 250                 | 150                | 7.000                     |
| Manga            | 6                           | 1                          | 4                   | 4                  | 1.500                     |

### Pecuária
| Rebanho                          | Efetivo (cabeças) |
| -------------------------------- | ----------------- |
| Bovino                           | 9.100             |
| Suíno                            | 1.860             |
| Eqüinos                          | 420               |
| Asininos (jumentos)              | 200               |
| Muares (mulas)                   | 140               |
| Galinhas                         | 26.694            |
| Galos, frangas, frangos e pintos | 10.500            |
| Caprinos                         | 2.410             |
| Vacas ordenhadas                 | 1.600             |

| Gênero          | Produção           |
| --------------- | ------------------ |
| Leite de vaca   | 1.040 (mil litros) |
| Ovos de galinha | 492 (mil dúzias)   |
| Mel de abelha   | 17.000 (kg)        |

## Dados estatísticos

### Educação
| Ensino      | Alunos matriculados | Professores |
| ----------- | ------------------- | ----------- |
| Fundamental | 4.198               | 152         |
| Médio       | 550                 | 36          |

- Analfabetos com mais de quinze anos: 44,28% (IBGE, Censo 2000).

### IDH
| IDH         | 1991  | 2000  |
| ----------- | ----- | ----- |
| Renda       | 0,491 | 0,604 |
| Longevidade | 0,531 | 0,615 |
| Educação    | 0,444 | 0,609 |
| Total       | 0,489 | 0,610 |

### Saneamento urbano
| Serviço            | Domicílios (%) |
| ------------------ | -------------- |
| Água               | 70,6%          |
| Esgoto sanitário   | 67,0%          |
| Coleta de resíduos | 85,6%          |

### Saúde

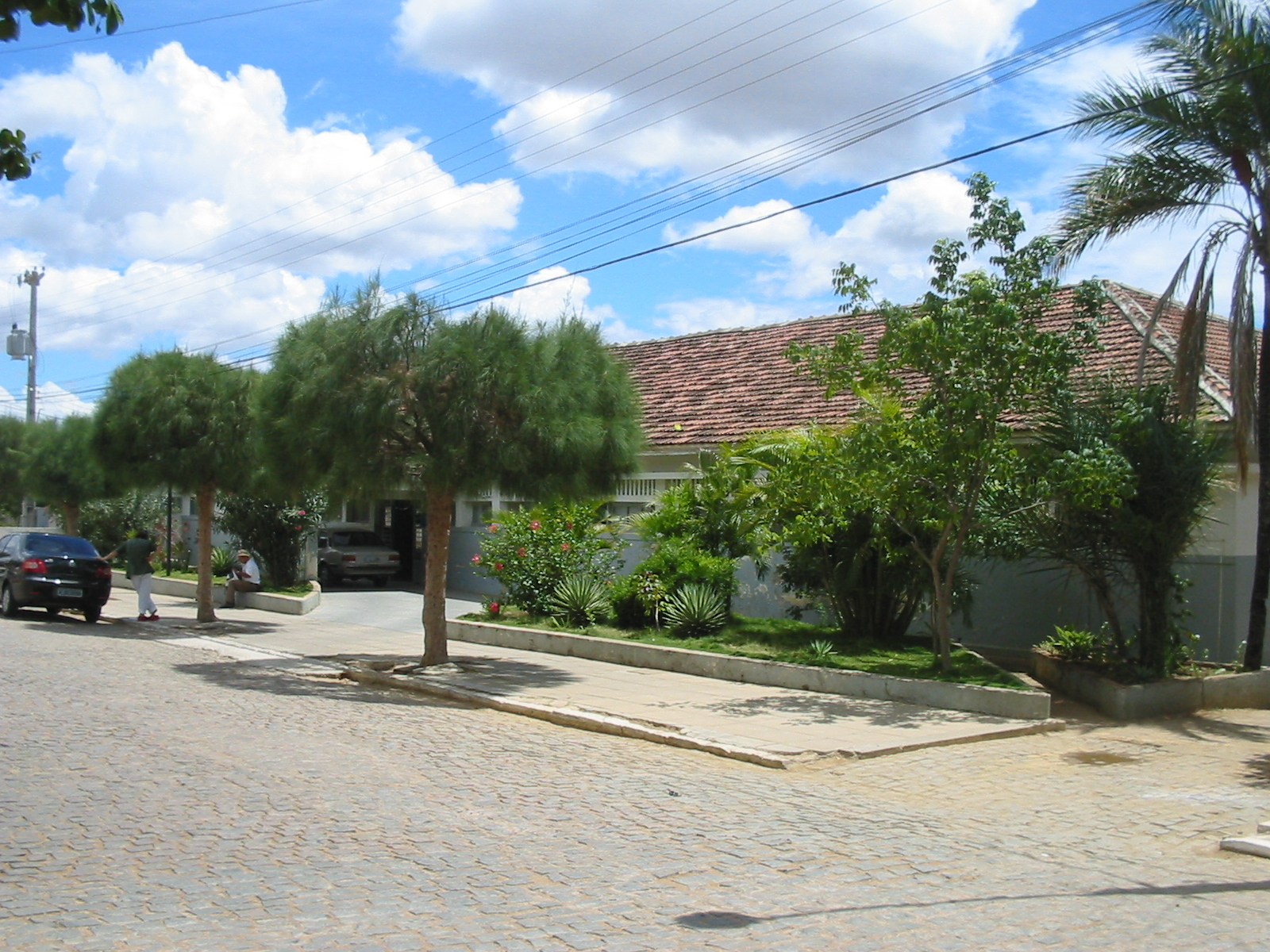
Unidade de saúde do SUS.

- 28 leitos hospitalares, todos disponíveis para pacientes do Sistema Único de Saúde (SUS) (2003, IBGE).
- Mortalidade infantil: 87,0 p/mil (Ministério da Saúde/1998).
- Esperança de vida ao nascer: 61,9 anos (IBGE, Censo 2000).

## Outras imagens

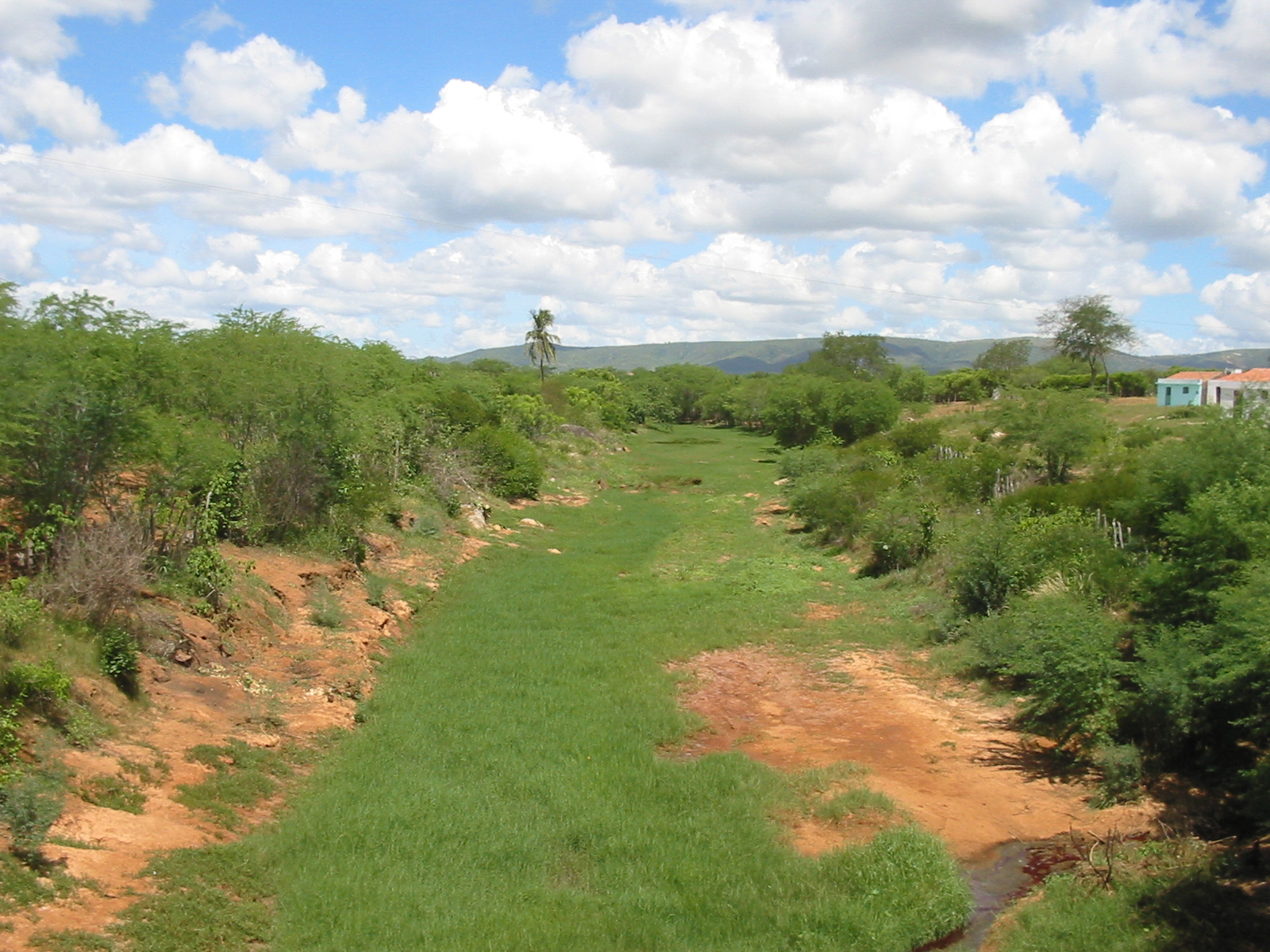
Riacho das Éguas.
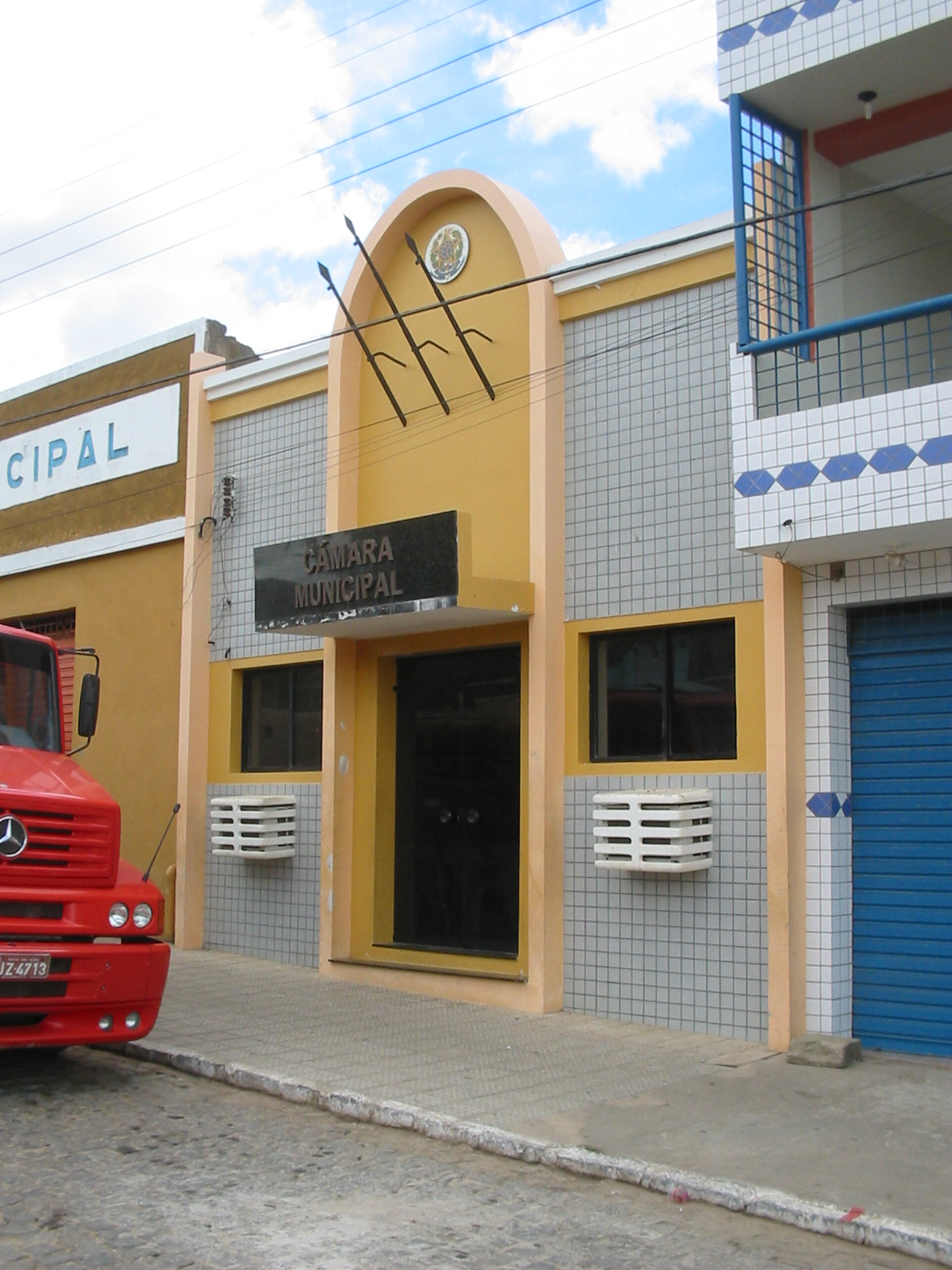
Câmara Municipal de Riacho das Almas, órgão legislativo do município.
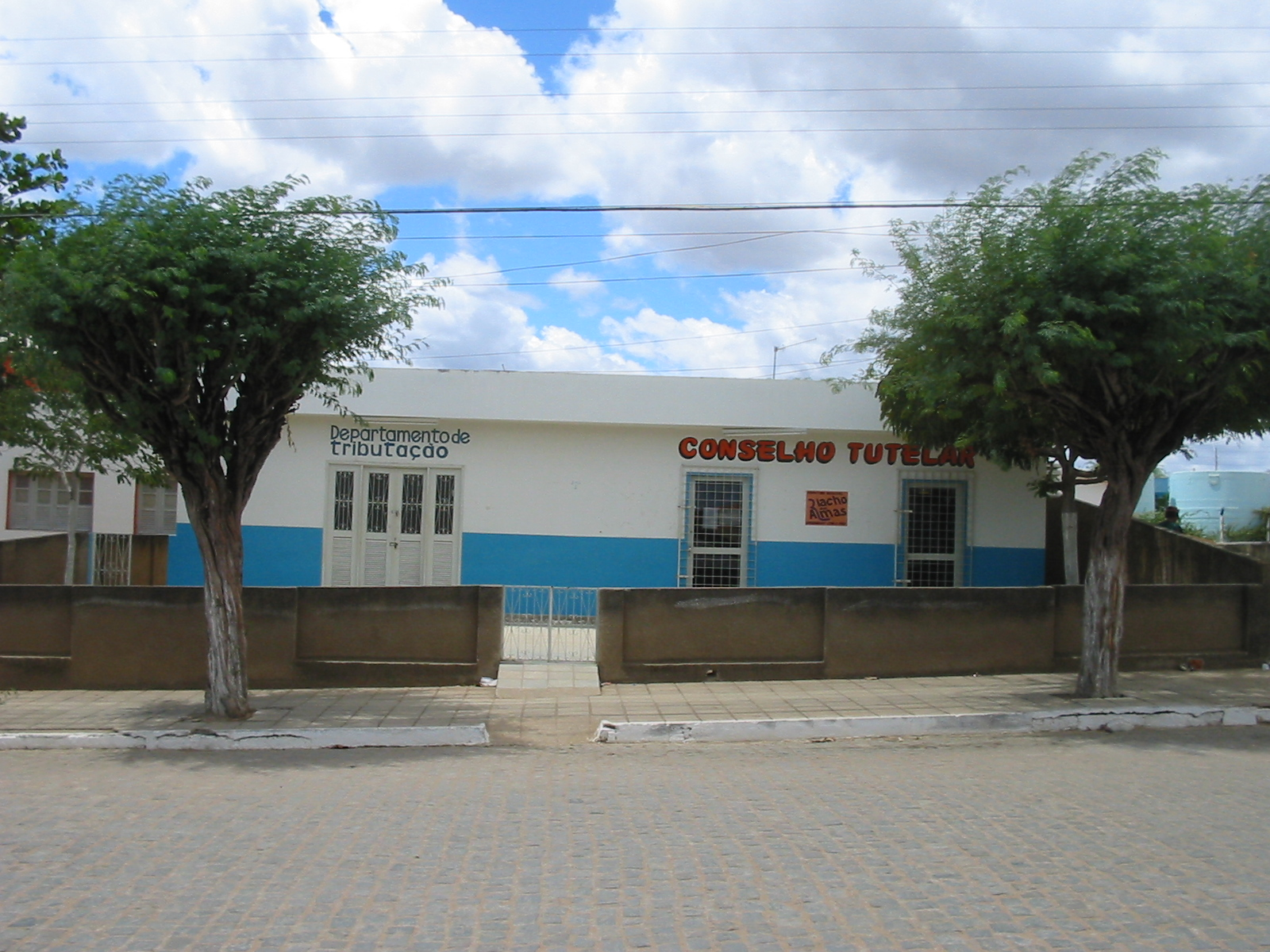
Conselho tutelar.
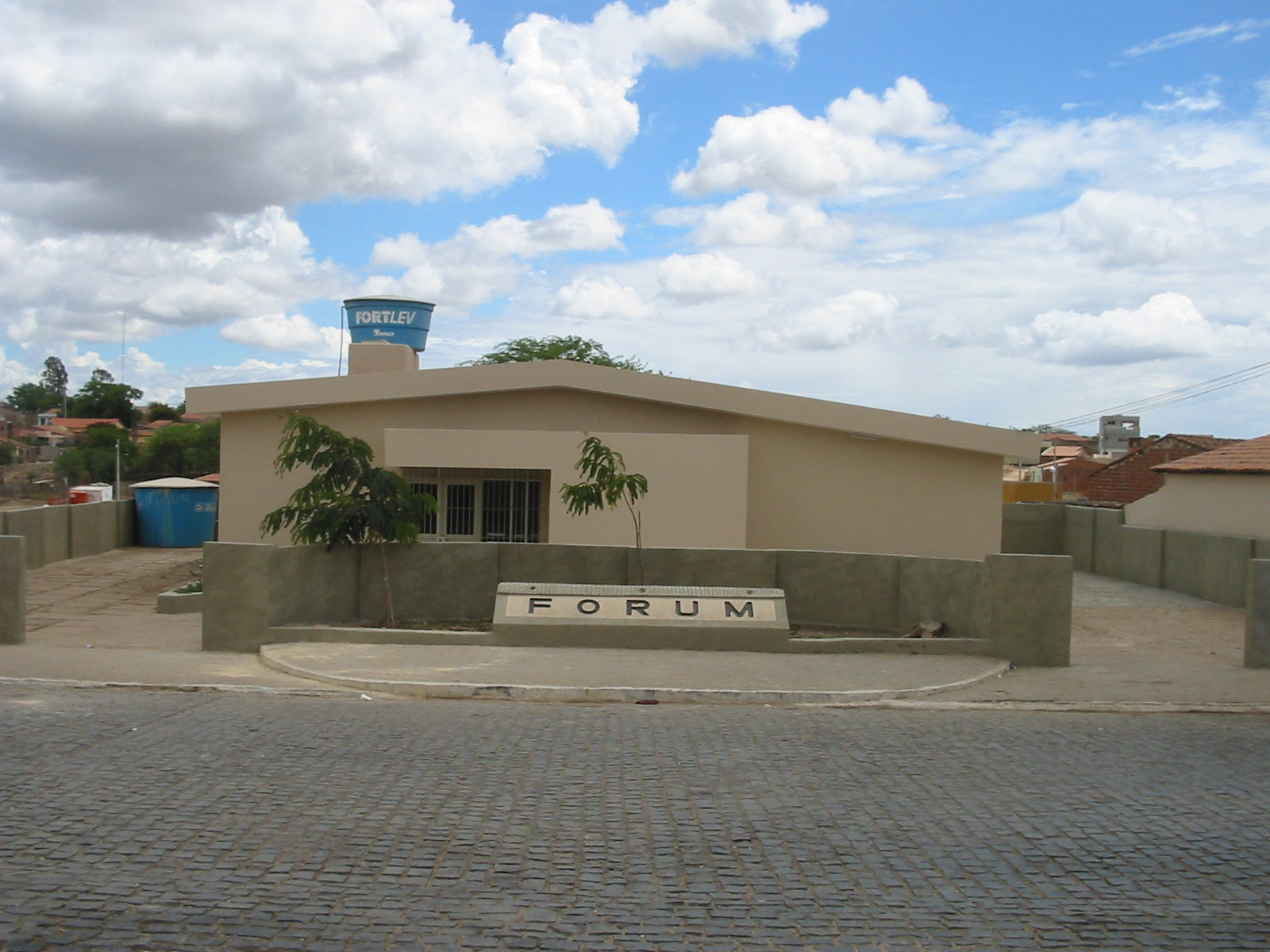
Fórum.
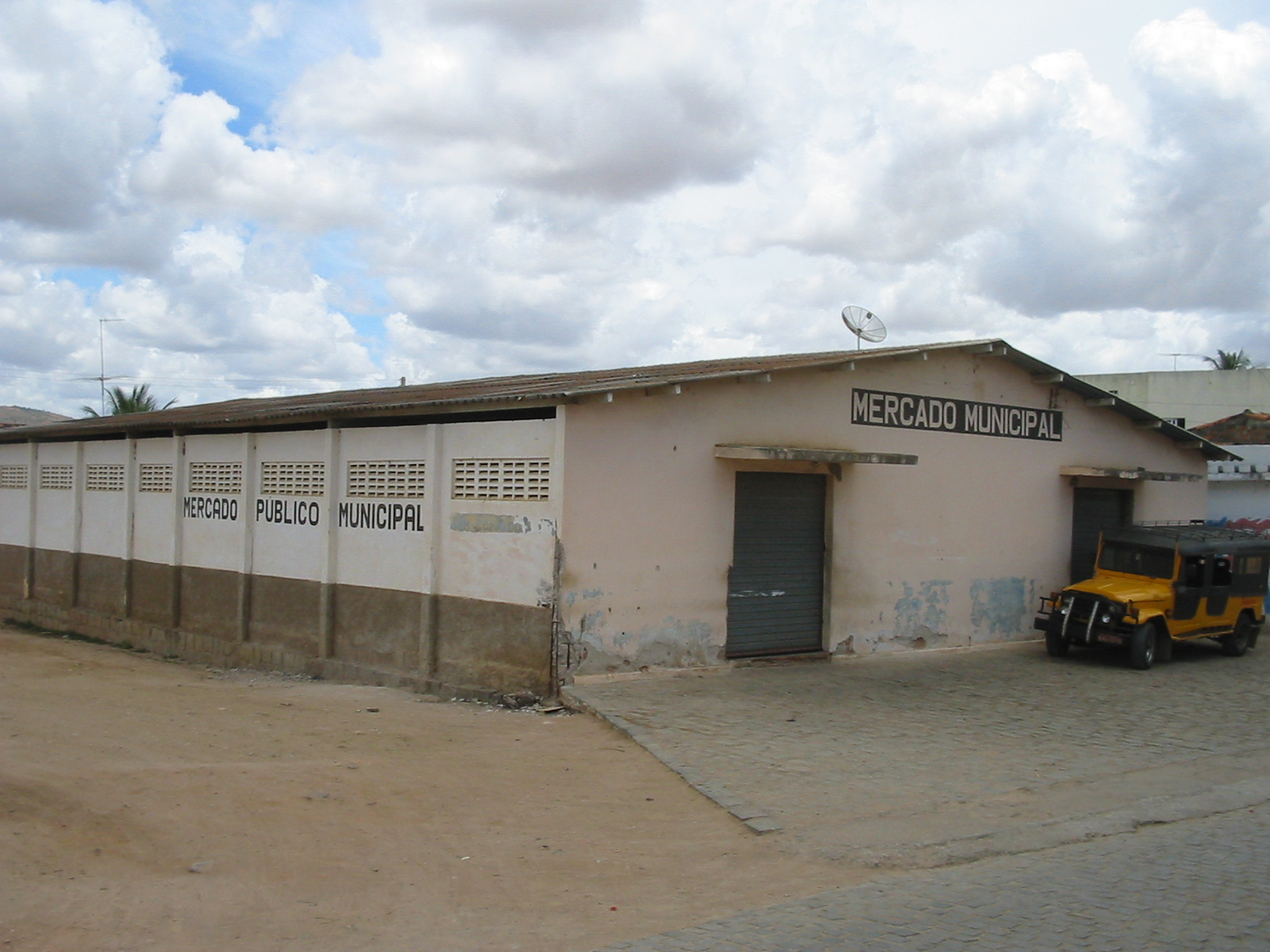
Mercado municipal.
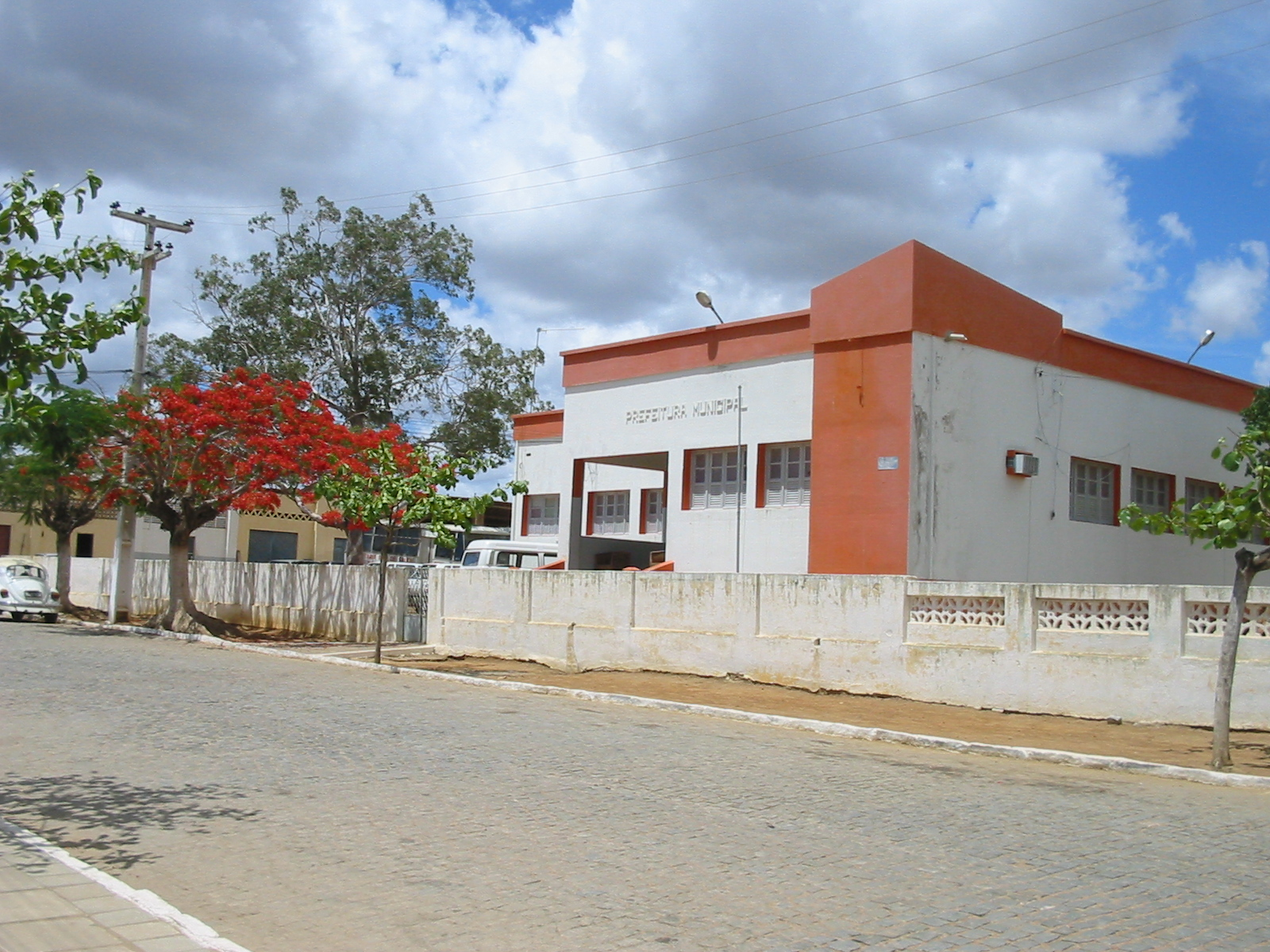
Prefeitura municipal.
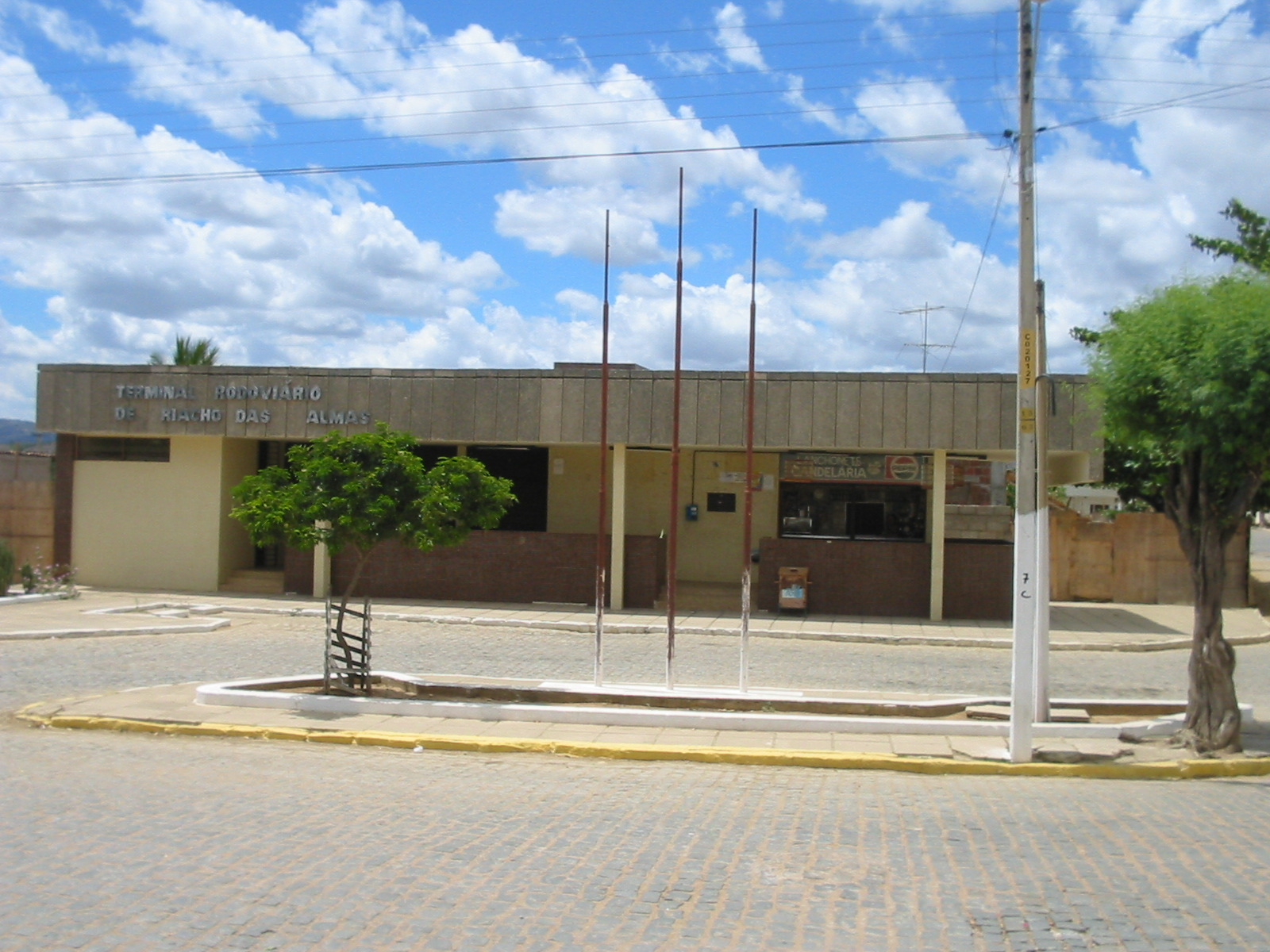
Terminal rodoviário.
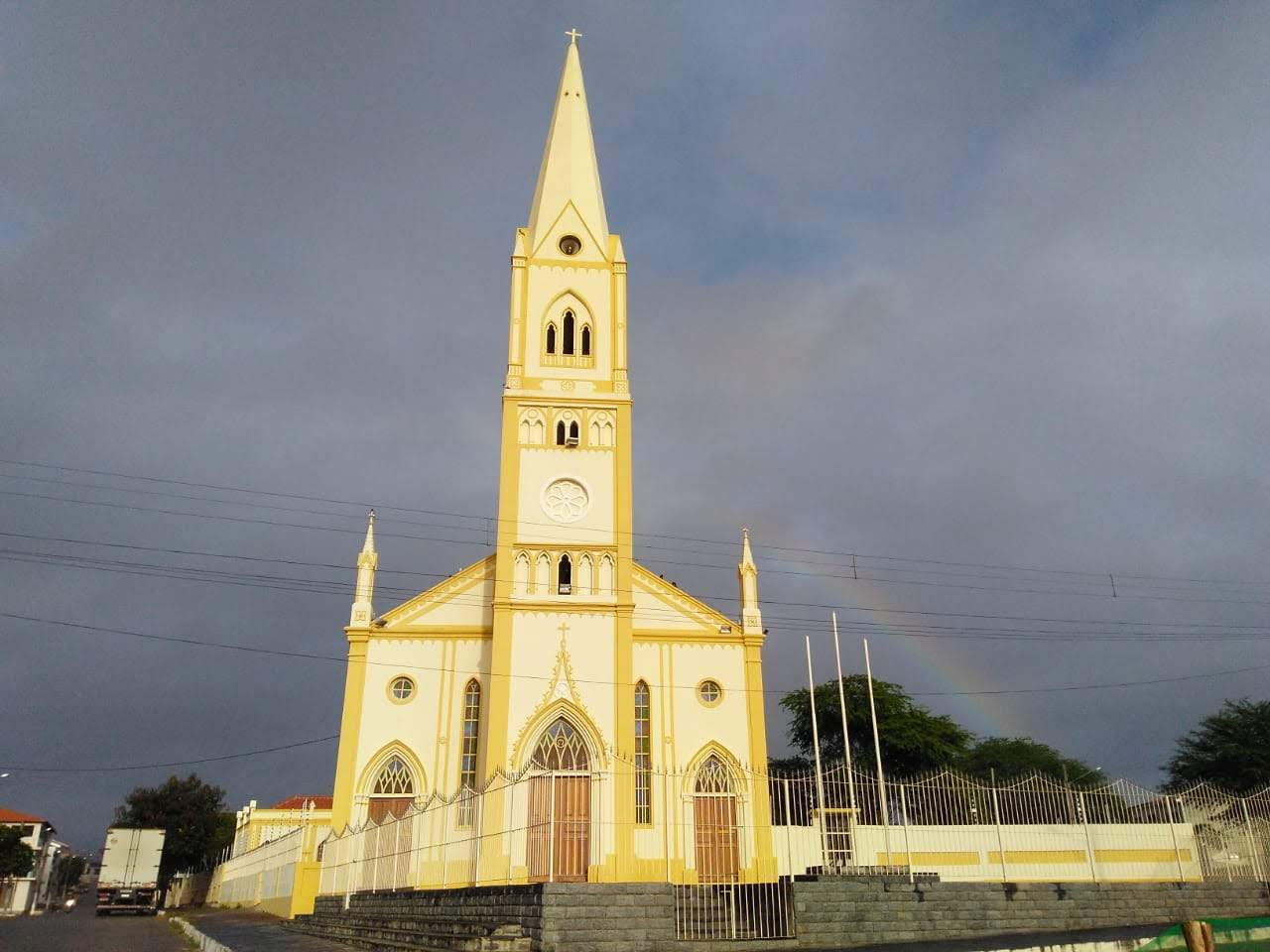
Igreja Matriz de Nossa Senhora da Conceição em Riacho das Almas
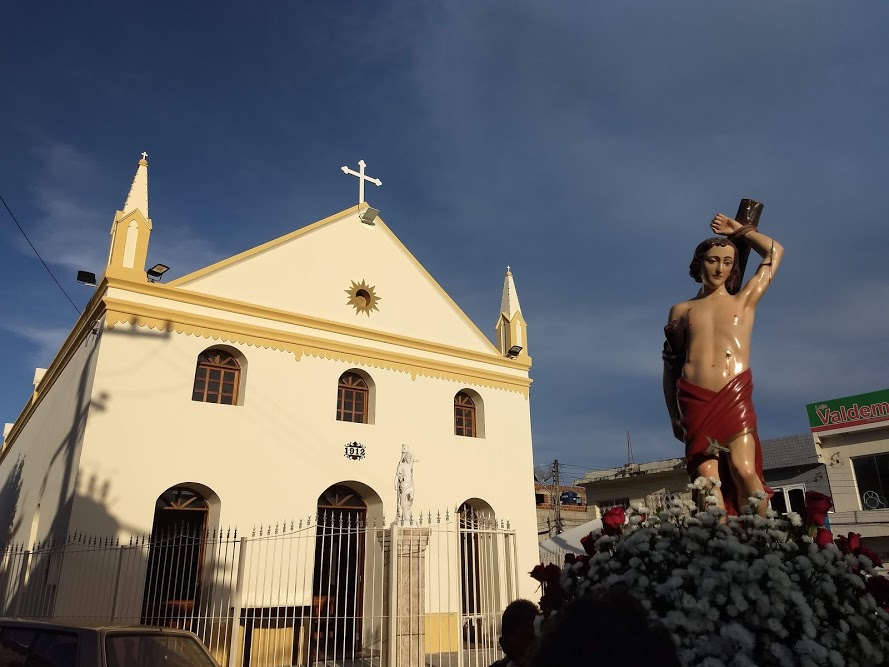
Igreja de São Sebastião